# Avegno, Ticino
Avegno  är en ort i kommunen Avegno Gordevio i kantonen Ticino, Schweiz. 
Avegno var tidigare en självständig kommun, men 20 april 2008 blev Avegno en del av nybildade kommunen Avegno Gordevio.
Orten består av tre sammanvuxna ortsdelar; Avegno di Fuori, Avegno-Chiesa och Avegno di Dentro.